# 韦皮·彼得
韦皮·彼得（匈牙利語：Vépi Péter，1949年10月20日—），生于克勒什海吉，匈牙利男子足球运动员。他曾代表匈牙利国家队参加1972年夏季奥林匹克运动会足球比赛，获得一枚银牌。